# 赵启宝
赵启宝（1966年—），辽宁义县人，满族，中华人民共和国政治人物、第十一届全国人民代表大会解放军代表。
毕业于空军第十二飞行学院航空飞行专业，是中共党员。担任海军航空兵某团团长。2008年起担任全国人大代表。